# 藤野武広
藤野武広（ふじの たけひろ）は日本の財務官僚。

## 来歴
一橋大学経済学部卒業。2003年 財務省入省（主計局総務課）。2004年5月 主計局法規課。2006年7月 理財局国債企画課企画係長。国債発行計画の作成に携わる。2008年6月 北京大学へ留学。
その後は主計局主計官補佐（文部科学係主査）、主計局調査課長補佐、大臣官房秘書課長補佐（副大臣秘書官（事務担当））、主計局主計官補佐（総務第一係主査）などを務める。
2021年7月9日 理財局総務課長補佐兼理財局総務課政策調整室長。2022年7月1日 大臣官房企画官兼内閣官房副長官補付企画官兼内閣官房新型コロナウイルス等感染症対策推進室企画官兼内閣官房新型コロナウイルス感染症対策本部事務局企画官。2023年5月8日 大臣官房企画官兼内閣官房副長官補付企画官兼内閣官房新型コロナウイルス感染症対策本部事務局企画官。同年7月7日 大臣官房付兼内閣官房内閣参事官（内閣官房副長官補付）兼内閣官房行政改革推進本部事務局参事官。

## 略歴
- 2003年4月：財務省入省（主計局総務課）[2]。
- 2004年5月：主計局法規課。
- 2005年：金沢国税局調査査察部。
- 2006年7月：理財局国債企画課企画係長。
- 2008年6月：北京大学へ留学。
- 2010年7月：防衛省防衛政策局計画課第三班員。
- 2012年：大臣官房信用機構課長補佐。
- 2013年：内閣官房健康・医療戦略室参事官補佐。
- 2015年7月：主計局主計官補佐（文部科学係主査）。
- 2016年6月：主計局調査課長補佐。
- 2016年8月：大臣官房秘書課長補佐（副大臣秘書官（事務担当））。
- 2017年7月10日：主計局主計官補佐（総務第一係主査）。
- 2018年7月：理財局国債企画課長補佐。
- 2019年7月9日：理財局財政投融資総括課長補佐 兼 理財局財政投融資総括課企画調整室長。
- 2021年7月9日：理財局総務課長補佐 兼 理財局総務課政策調整室長。
- 2022年7月1日：大臣官房企画官 兼 内閣官房副長官補付企画官 兼 内閣官房新型コロナウイルス等感染症対策推進室企画官 兼 内閣官房新型コロナウイルス感染症対策本部事務局企画官。
- 2023年5月8日：大臣官房企画官 兼 内閣官房副長官補付企画官 兼 内閣官房新型コロナウイルス感染症対策本部事務局企画官。
- 2023年7月7日：大臣官房付 兼 内閣官房内閣参事官（内閣官房副長官補付） 兼 内閣官房行政改革推進本部事務局参事官。